# 『進撃の軌跡』総員集結 凱旋公演

『『進撃の軌跡』総員集結 凱旋公演』（しんげきのきせきそういんしゅうけつがいせんこうえん）は、2018年1月13日、14日に横浜アリーナで行われた「進撃の巨人」とのタイアップ楽曲を中心に演奏したコンサートを収録したLinked Horizonの映像作品。当初2018年10月26日の発売予定だったが2018年12月26日に延期されポニーキャニオンから発売された。 

## 概要
国内外34公演を行ったLive Tour 2017『進撃の軌跡』。その集大成として『進撃の軌跡』に加えてブレイブリーデフォルトのタイアップ楽曲やSound Horizonの楽曲を加えた2018年1月13日、14日の凱旋公演の模様を収録。
Blu-ray版のみでDVD版はない。通常版(1枚組 サイズ：約W13.5cm×H17cm×D1.4cm／重さ：約90g)、初回盤(2枚組 サイズ：約W28.7cm×H16.5cm×D4.6cm／重さ：約900g)、完全受注限定生産の特装盤(3枚組 サイズ：約W40cm×H20cm×D10cm／重さ：約8kg)の3種類が発売された。

## 収録曲

### Disc1 (通常版/初回盤/特装盤)
Linked Horizon Live Tour『進撃の軌跡』総員集結 凱旋公演【第一壁】
- 二ヶ月後の君へ
- もしこの壁の中が一軒の家だとしたら
- 紅蓮の弓矢 （TVアニメ「進撃の巨人」Season1前期オープニング主題歌）
- 14文字の伝言
- 紅蓮の座標 （劇場版「進撃の巨人」前編～紅蓮の弓矢～主題歌）
- 最期の戦果
- 神の御業
- 自由の翼 （TVアニメ「進撃の巨人」Season1後期オープニング主題歌）
- 双翼のヒカリ
- 自由の代償 （劇場版「進撃の巨人」後編～自由の翼～主題歌）
- 彼女は冷たい棺の中で
- 心臓を捧げよ！ （TVアニメ「進撃の巨人」Season2オープニング 主題歌）

### Disc2 (初回盤/特装盤)
Linked Horizon Live Tour『進撃の軌跡』総員集結 凱旋公演【第二壁】
- Theme of the Linked Horizon
- 君は僕の希望 [Vocalized Version] (Vo. mao)
- <ハジマリ>のクロニクル
- 雛鳥 [Vocalized Version] (Vo. 小湊美和)
- 澪音の世界
- 純愛十字砲火 [Long Version] (Vo. Daisy×Daisy (MiKA))
- 彼の者の名は
- 神話 -Μυθος-
- 光と闇の童話
- 風の行方 [Vocalized Version] (Vo. Ceui)
- 美しきもの
- 花が散る世界 [Vocalized Version]
- キミが生まれてくる世界
- 虚ろな月の下で [Vocalized Version]
- 戦いの果てに [Long Version]
- エルの肖像
- 凱旋の【Linked Horizon ARENA】
- 青春は花火のように （TVアニメ「進撃！巨人中学校」オープニング主題歌）

### Disc3 (特装盤)
Linked Horizon Live Tour『進撃の軌跡』海外公演、その他特典映像【第三壁】（※曲順不同）
- 台湾／香港公演より
  - 風の行方 [Vocalized Version] (Vo. MANAMI)
  - 雛鳥 [Vocalized Version] (Vo. 福永実咲)
  - 君は僕の希望 [Vocalized Version]（Vo. 柳麻美）
  - 純愛十字砲火 [Long Version]（Vo. 月香）
  - 11文字の伝言
  - Revive
  - 海を渡った征服者達
  - MOON PRIDE
- “SHINGEKI NO KISEKI” Memoirs & Mini Live Show in Korea/ Singaporeより
  - 暁光の唄～光と闇の童話　ダイジェスト
  - 冬の伝言～朝と夜の物語　ダイジェスト
  - 即ち…光をも逃がさぬ暗黒の超重力 [Symphonic Band Style : Short ver.]
- 国内各地公演より
  - 朝までハロウィン
  - よだかの星
  - レニーがいた季節
- その他特典映像
  - 「神の御業」ダイジェスト
  - 「DJ Revo’s Live Remixコーナー」ダイジェスト
  - 海外公演ハイライト
  - Linked Horizon Live Tour 2017『進撃の軌跡』ライブ映像プレビュー【第1弾】【第2弾】【第3弾】